# Tyler Morton
Tyler Scott Morton (Wallasey, 31 de octubre de 2002) es un futbolista británico que juega en la demarcación de centrocampista para el Olympique de Lyon de la Ligue 1 de Francia.

## Biografía
Empezó a formarse como futbolista en la cantera del Liverpool F. C. Después de doce temporadas en las categorías inferiores del club, finalmente debutó con el primer equipo el 21 de septiembre de 2021 en un encuentro de la Copa de la Liga contra el Norwich City F. C., partido que finalizó con un marcador de 0-3 tras el gol de Divock Origi y un doblete de Takumi Minamino. Su debut en la Premier League se produjo el 20 de noviembre de 2021 contra el Arsenal F. C. Cuatro días después jugó su primer partido en la Liga de Campeones de la UEFA contra el F. C. Porto.
Disputó nueve partidos con el primer equipo durante toda la temporada, marchándose cedido la siguiente al Blackburn Rovers F. C. Allí jugó 46 encuentros y en septiembre de 2023 volvió a ser cedido, siendo esta vez su destino el Hull City A. F. C.
El 5 de agosto de 2025 abandonó definitivamente Liverpool después de ser traspasado al Olympique de Lyon, con el que firmó hasta 2030, a cambio de diez millones de euros fijos más otros cinco en variables y un 20% de la posible plusvalía de una futura venta.

## Selección nacional
Ha sido internacional con la selección inglesa en la categoría sub-20, con la que debutó en noviembre de 2021.

## Clubes
| Club                            | País       | Año       | Partidos | Goles |
| ------------------------------- | ---------- | --------- | -------- | ----- |
| Liverpool F. C.                 | Inglaterra | 2021-2022 | 9        | 0     |
| Blackburn Rovers F. C. (cedido) | Inglaterra | 2022-2023 | 46       | 0     |
| Hull City A. F. C. (cedido)     | Inglaterra | 2023-2024 | 41       | 3     |
| Liverpool F. C.                 | Inglaterra | 2024-2025 | 5        | 0     |
| Olympique de Lyon               | Francia    | 2025-     |          |       |

## Palmarés

### Títulos internacionales
| Título          | Equipo            | Sede       | Año  |
| --------------- | ----------------- | ---------- | ---- |
| Eurocopa Sub-21 | Inglaterra sub-21 | Eslovaquia | 2025 |